# Eremaeozetes woelkei
Eremaeozetes woelkei är en kvalsterart som beskrevs av Piffl 1972. Eremaeozetes woelkei ingår i släktet Eremaeozetes och familjen Eremaeozetidae. Inga underarter finns listade i Catalogue of Life.